# Jorubové

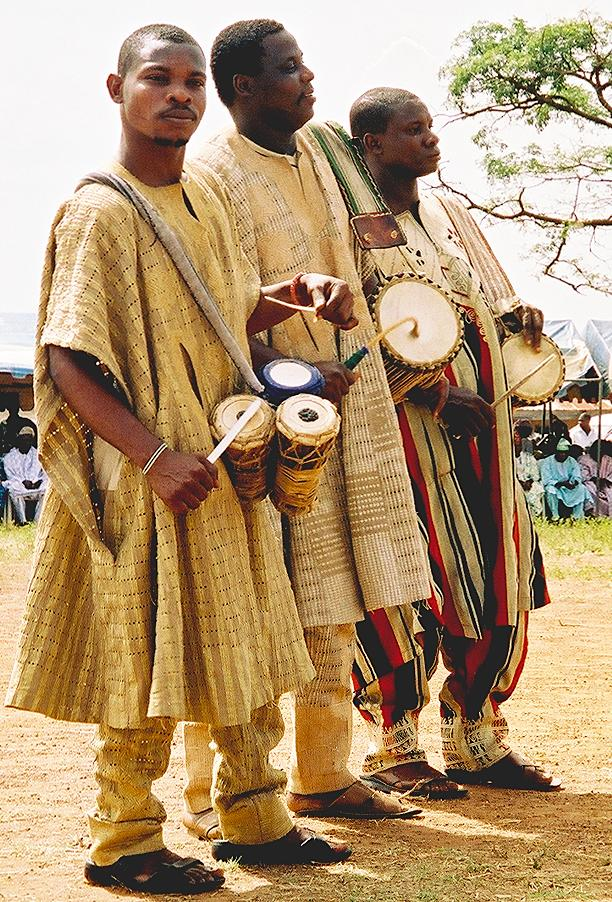
Jorubští bubeníci

Jorubové (též Yorubové, jorubsky Yorùbá) jsou velký etnický národ, čítající kolem 30 000 000 až 40 000 000 osob (Josua Project 2007). Většina z nich žije v jihozápadní části Nigérie, kde tvoří 21 % populace, dále je můžeme najít také v Togu, Beninu ale i v jiných částech světa (např. Brazílie, Kuba, Trinidad, USA). Dnes je spousta Jorubů křesťany a muslimy, avšak stále si udržují spoustu morálních a kulturních konceptů jorubského původního náboženství orisha.

## Kde žijí?

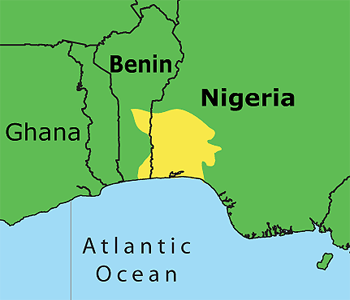
Yorubaland

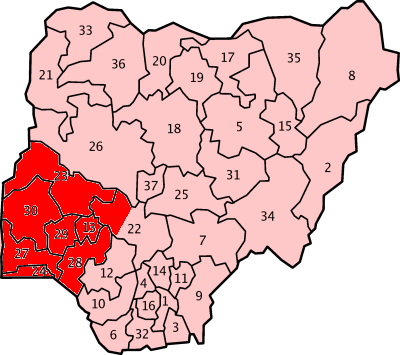
Jorubové v Nigérii

Vlast Jorubů (neboli Yorubuland) se nachází v jihozápadní části Nigérie. Na severozápadě se táhne přes Benin až do Toga. Jsou hlavní etnickou skupinou v nigerijských státech Ekiti, Lagos, Ogun, Ondo, Osun, a Oyo, také tvoří početné procento v Kwara a Kogi.
Sousedí s kmeny Borgu (nazývané také Bariba a Borgawa) na severozápadě, Nupe a Ebira na severu, Igala a dalšími podobnými skupinami na severovýchodě, Esan Afemai a Edo na jihovýchodě a Egun, Fon a další Gbe-mluvícími lidmi na jihozápadě.

## Města
Hlavními jorubskými městy jsou:
- Ibadan
- Lagos
- Ijebu Ode (Ijẹbu Ode)
- Abeokuta (Abẹokuta)
- Akure (Akurẹ)
- Ilorin (Ilọrin)
- Ijebu-Igbo (Ijẹbu-Igbo)
- Ogbomoso (Ogbomọṣọ)
- Ondo
- Ota (Ọta)
- Ìlá Ọràngún
- Òkè-Ìlá Ọràngún
- Ado-Ekiti
- Shagamu (Sagamu)
- Ikenne (Ikẹnnẹ)
- Osogbo (Osogbo)
- Ilesa (Ilesa)
- Oyo (Ọyọ)
- Ife (Ilé-Ifẹ)
- Saki
- Ago-Iwoye
- Kabba
- Egbe

## Pojem Joruba
Pojem Joruba pochází teprve z nedávné doby. Byl sice používán Hausy již v dávných dobách, avšak popularizován byl až v polovině 19. století misionáři a lingvisty. Jako národ však Jorubové existovali mnohem dříve než došlo ke kontaktu s Evropany.
Na Kubě a ve španělsky mluvící Americe jsou Jorubové nazýváni Lucumi, což v některých jorubských dialektech znamená „můj přítel“.

## Jazyk
Jazyk Jorubů patří do Nigerokonžské jazykové rodiny, do skupiny Kwa. Je blízký jazykům Igala, Igbo, Edo, Igbira, Idoma a Nupe.
Má spoustu dialektů, které se zformovaly do tří hlavních skupin – severozápadní (Oyo, Ogun, Ibadan a severní Egba), jihovýchodní (Ondo, Owo, Ikale a Ijebu) a centrální (Ife, Ijesa a Ekiti). Největší rozdíly jsou mezi severozápadní a jihovýchodní skupinou dialektů. Centrální má podobné rysy s oběma skupinami.

## Náboženství
Jorubské náboženství a mytologie jsou hlavními vlivy v Západní Africe, hlavně v Nigérii. Navíc položily základy některých náboženstvím jako např. Santería na Kubě či Candomblé v Brazílii.
V 19. století byli Jorubové zotročeni a odvezeni evropskými obchodníky na Haiti, Kubu, do Brazílie, Portorika, Trinidadu a zbytku Nového světa. Zotročení Afričané si přinesli své Orisha náboženství s sebou. Tyto koncepty se smíchaly s dalším africkým náboženstvím, křesťanstvím či národní americkou mytologii:
- Santería (Kuba, Portoriko)
- Oyotunji (USA)
- Idigene (Nigérie)
- Anago (Nigérie)
- Candomblé (Brazílie)
- Umbanda (Brazílie)
- Batuque (Brazílie)
- Kaaro oojire (Nigérie)

Určitou roli jorubské náboženství hrálo i při formování populárního Vodou náboženství na Haiti.
Mezi hlavní jorubská božstva patří „Ọya“ (vítr/bouře), „Ifá“ (proroctví), „Ẹlẹda“ (osud), „Ibeji“ (dvojčata), „Ọsanyin“ (lékařství a hojení) a „Ọsun“ (bohyně plodnosti, ochránce dětí a matek) a „Sango“ (bůh hřmění).
Každá živá bytost má své vlastní božstvo osudu, tzv. Ori, které je symbolicky uctíváno prostřednictvím sochy.
Jorubové také věří, že jejich předchůdci mají moc ochraňovat své vlastní následovníky, a tak na jejich hrobech nechávají dary a oběti. Během festivalu Egungun předky uctívá celá komunita, kdy duchy předků reprezentují osoby oblečené do barevných maškarních kostýmů.
Jorubové věří v reinkarnaci. Pokud matka u porodu zemře, a nebo otec dítěte již není mezi živými, bývá dítě pojmenováno Batatunde (Otcův návrat) a nebo Yetunde (Matčin návrat).

## Kalendář
Jorubský kalendář (Kojoda) trvá od 3.6. do 2.6. následujícího roku. Podle tohoto kalendáře je gregoriánský rok 2008 jorubským rokem číslo 10 050.
Čas je měřen v isheju (minutách), wakati (hodinách), ojo (dnech), ose (týdnech), oshu (měsících) a odun (rocích). Jorubská hodina má 60 minut, den 24 hodin, ale týden jen 4 dny. Naopak měsíc má 7 týdnů, a rok 93 týdnů. Rok má 12 měsíců. Dny jsou: Ojo-Orunmila/Ifa, Ojo-Shango/Jakuta, Ojo-Ogun, a Ojo-Obatala.
Měsíce jsou: Sere (leden), Erele (únor), Erena (březen), Igbe (duben), Ebibi (květen), Okudu (červen), Agemo (červenec), Ogun (srpen), Owere (září), Owaro (říjen), Belu (listopad), a Ope (prosinec).

## Mytologie
Mytologie původu Jorubů, kteří sami sebe považují za „Omo O'odua“ (Děti Oduduwa), se točí kolem mytické figury Oduduwa. Existují 2 varianty původního mýtu. První je kosmogonický, druhý politický.
Kosmogonický mýtus vypráví o Bohy seslaném původci všech lidí Oduduwa, který sešplhal z nebe po řetězu do Ile-Ife, přinášeje kohouta, půdu a palmu. Půdu hodil do vody, kohout ji drápal, aby se stala zemí a palma vyrostla ve strom s 16 údy, které reprezentují původních 16 království.
Podle druhé verze mýtu, existovala v Ile-Ife již před příchodem Oduduwa civilizace. Jeho skupina přišla z východu, kde byl Oduduwa a jeho lidé pronásledováni kvůli náboženské odlišnosti. Ile-Ife dobyli a založili zde svou říši.

## Historie
Jednota tohoto území je kulturní a jazyková spíše než politická. V předkoloniálním období byla rozdělena do spousty nezávislých politických jednotek různých velikostí. Vyvinulo se zde spoustu mocných centralizovaných států: Sabe, Ketu, Owu, Ijebu, Oyo, Ife, Ijesa, Ondo a Owo. Spousta oblastí spadla pod kontrolu státu Oyo nebo Benin, nebo v 19. století pod Ibadan, Ilorin či Abeokuta, ale celá oblast nikdy nevytvořila jednu politickou jednotku.
Říše Oyo vyrostla na konci 15. století za pomoci portugalských zbraní. Expanze království byla podpořena vlastnictvím koní. Na konci 18. století vypukla v Oyo občanská válka, rebelové požádali o pomoc Fulani, a právě Fulani v 30. letech 19. století nakonec obsadili celé Oyo. Invaze Fulani zahnala spoustu Jorubů na jih, kde byly založeny města jako Ibadan a Abeokuta. Později v 80. letech 19. století byla za pomoci britských vyjednávačů podepsána dohoda mezi bojujícími frakcemi. Yorubaland byl oficiálně kolonizován Brity v roce 1901, ale systém nepřímé vlády byl ustanoven tak, že napodoboval strukturu jorubské vlády.
V roce 1951 byla země rozdělena do tří regionů. Západní region zahrnoval jorubské provincie, spolu s Lagos Colony, Benin a Delta provincie. V roce 1967 byla Nigérie rozdělena do 12 států. Západní region přežil nedotčen jako Západní stát, kromě ztráty Lagos Colony. Nakonec v roce 1976 byl Západní region sám rozdělen na nové státy.

## Politický systém
Politický a sociální systém se liší region od regionu. Neexistuje žádná centrální autorita, za jednotlivé autority jsou považováni vůdci velkých městských center. Každé město má svého vůdce (Oba).

## Král
Autorita jorubského krále (Oni) je potvrzena mýtem stvoření země, kdy byla založena původní jorubská království.
Jorubský král má výsadu nosit operlenou korunu jako symbol jeho autority. Ta je vyrobena z dovezených skleněných perliček a je na ni připevněno šestnáct trojrozměrných perličkových ptáků. Pro každého krále je vyrobena nová státní koruna, ale některé perličky z koruny předchůdce jsou použity k uchování linie k původci všech lidí. Král má také právo nosit operlené roucho, sandály, široký operlený slunečník a operlenou hůl.
Koruna má korálkové třásně, které zakrývají z části králův obličej. V dřívějších dobách byla osoba krále posvátná, nikdo nesměl krále vidět, jíst s ním či pít. Byl ve svém paláci izolován od ostatních lidí, kterým vládl.
Oni je vybírán z královského patrilineárního rodu, což je největší rod v Ife s více než 5 000 členy. Jeho pozice je zděděná, ale nepřechází přímo z otce na syna.
Důležitou kvalifikací pro politickou funkci je pohlaví, i když v minulosti funkci Oni zastávala minimálně dvakrát žena. Kandidát musí být starší 30 let, měl by být ženatý a jeho otec musí být po smrti, protože žádný vůdce by neměl mít otce, kterému se musí klanět.
Nový Oni je zodpovědný za ženy jeho předchůdců. V 1938 bylo číslo králových žen odhadováno na sto. V jejich čele stojí tzv. „Mother of the Heads“, ta, která zastává funkci královy ženy nejdéle.
Při vládnutí Oni pomáhají městští vůdci, palácový vůdci a provinční vůdci. Dále zde působí Ogungbe, což jsou ochránci Oni a městská policie, Ogboni, kteří fungují jako seniorský právní soud, a Emese, 100 palácových sluhů.

## Ekonomika
Historicky byli Jorubové původně rolníci pěstující kakao a jamy. Dnes je odhadováno, že téměř 70 % Jorubů se podílí na zemědělství a 10% pracuje jako řemeslníci a obchodníci uvnitř měst. Yorubaland je charakteristický početnými hustě osídlenými městskými centry obklopenými poli pro farmaření.

## Kultura
Pro Joruby je typická výroba masek, maskových forem, dále pak hrnčířství, tkaní, vyrábění korálků a kovářství.

## Dvojčata
Dvojčata jsou v jorubské společnosti považována za symbol plodnosti. Jorubská žena má 4,5–5% šanci, že se ji dvojčata narodí. V jorubské společnosti se rodí nejvíce dvojčat na světě. Neexistují žádná vědecká vysvětlení, proč se dvojčata rodí tak často. Je možné, že je to způsobeno značnou konzumací jamů, které obsahují estrogenové složky. Jorubové věří, že dvojčata mají moc přinést zdraví a štěstí, ale také destrukci a krizi.